# Judo-Weltmeisterschaften 1984
Die (Frauen-) Judo-Weltmeisterschaften 1984 fanden vom 10. bis zum 11. November 1984 in Wien,  Österreich, statt.

## Ergebnisse

### Frauen
| Gewichtsklasse | Gold               | Silber                | Bronze             |
| -------------- | ------------------ | --------------------- | ------------------ |
| - 48 kg        | Karen Briggs       | Marie-France Colignon | Darlene Anaya      |
| - 48 kg        | Karen Briggs       | Marie-France Colignon | Julie Reardon      |
| - 52 kg        | Kaori Yamaguchi    | Edith Hrovat          | Christina-Ann Boyd |
| - 52 kg        | Kaori Yamaguchi    | Edith Hrovat          | Joanna Majdan      |
| - 56 kg        | Ann Maria Burns    | Suzanne Williams      | Catherine Arnaud   |
| - 56 kg        | Ann Maria Burns    | Suzanne Williams      | Gerda Winklbauer   |
| - 61 kg        | Natasha Hernández  | Chantal Han           | Kaori Hachinohe    |
| - 61 kg        | Natasha Hernández  | Chantal Han           | Martine Rottier    |
| - 66 kg        | Brigitte Deydier   | Irene de Kok          | Shinobu Kandori    |
| - 66 kg        | Brigitte Deydier   | Irene de Kok          | Dawn Netherwood    |
| - 72 kg        | Ingrid Berghmans   | Barbara Claßen        | Anita Staps        |
| - 72 kg        | Ingrid Berghmans   | Barbara Claßen        | Véronique Vigneron |
| + 72 kg        | Maria Teresa Motta | Gao Fenglian          | Margaret Castro    |
| + 72 kg        | Maria Teresa Motta | Gao Fenglian          | Marjolein van Unen |
| Offene Klasse  | Ingrid Berghmans   | Marjolein van Unen    | Gao Fenglian       |
| Offene Klasse  | Ingrid Berghmans   | Marjolein van Unen    | Nathalie Lupino    |

## Medaillenspiegel
| Rang      | Land                   | Gold | Silber | Bronze | Gesamt |
| --------- | ---------------------- | ---- | ------ | ------ | ------ |
| 1         | Belgien                | 2    | 0      | 0      | 2      |
| 2         | Frankreich             | 1    | 1      | 4      | 6      |
| 3         | Vereinigte Staaten     | 1    | 0      | 2      | 3      |
| 3         | Japan                  | 1    | 0      | 2      | 3      |
| 5         | Vereinigtes Königreich | 1    | 0      | 1      | 2      |
| 6         | Italien                | 1    | 0      | 0      | 1      |
| 6         | Venezuela              | 1    | 0      | 0      | 1      |
| 8         | Niederlande            | 0    | 3      | 2      | 5      |
| 9         | Australien             | 0    | 1      | 2      | 3      |
| 10        | Österreich             | 0    | 1      | 1      | 2      |
| 10        | Volksrepublik China    | 0    | 1      | 1      | 2      |
| 11        | BR Deutschland         | 0    | 1      | 0      | 1      |
| 12        | Polen                  | 0    | 0      | 1      | 1      |
| Insgesamt | Insgesamt              | 8    | 8      | 16     | 32     |